# Kye Rowles
Kye Rowles (Kiama, 1998. június 24. –) ausztrál válogatott labdarúgó, a skót  Heart of Midlothian hátvédje.

## Pályafutása

### Klubcsapatokban
Rowles az ausztráliai Kiamában született. Az ifjúsági pályafutását a FFA CoF akadémiájánál kezdte.
2016-ban mutatkozott be a Brisbane Roar első osztályban szereplő felnőtt keretében. 2017-ben a Central Coast Marinershez igazolt. 2022. július 1-jén hatéves szerződést kötött a skót első osztályban érdekelt Heart of Midlothian együttesével. Először a 2022. július 30-ai, Ross County ellen 2–1-re megnyert mérkőzésen lépett pályára. Első gólját 2022. augusztus 28-án, a St. Johnstone ellen hazai pályán 3–2-es győzelemmel zárult találkozón szerezte meg.

### A válogatottban
Rowles az U23-as korosztályú válogatottban képviselte Ausztráliát. Tagja volt a 2020-as tokiói olimpiára küldött nemzeti keretnek is.
2022-ben debütált a felnőtt válogatottban. Először a 2022. június 1-jei, Jordánia ellen 2–1-re megnyert mérkőzésen lépett pályára.

## Statisztikák
2023. május 27. szerint
| Klub                   | Szezon   | Osztály              | Bajnokság | Bajnokság | Kupa  | Kupa | Nemzetközi | Nemzetközi | Összesen | Összesen |
| Klub                   | Szezon   | Osztály              | Meccs     | Gól       | Meccs | Gól  | Meccs      | Gól        | Meccs    | Gól      |
| ---------------------- | -------- | -------------------- | --------- | --------- | ----- | ---- | ---------- | ---------- | -------- | -------- |
| Brisbane Roar          | 2016–17  | A-League             | 2         | 0         | 0     | 0    | 2          | 0          | 4        | 0        |
| Central Coast Mariners | 2017–18  | A-League             | 11        | 0         | 1     | 0    | —          | —          | 12       | 0        |
| Central Coast Mariners | 2018–19  | A-League             | 21        | 1         | 2     | 0    | —          | —          | 23       | 1        |
| Central Coast Mariners | 2019–20  | A-League             | 20        | 1         | 0     | 0    | —          | —          | 20       | 1        |
| Central Coast Mariners | 2020–21  | A-League             | 27        | 0         | 5     | 0    | —          | —          | 32       | 0        |
| Central Coast Mariners | 2021–22  | A-League             | 25        | 0         | 0     | 0    | —          | —          | 25       | 0        |
| Central Coast Mariners | Összesen | Összesen             | 104       | 2         | 8     | 0    | 0          | 0          | 112      | 2        |
| Heart of Midlothian    | 2022–23  | Scottish Premiership | 29        | 1         | 2     | 0    | 2          | 0          | 33       | 1        |
| Összesen               | Összesen | Összesen             | 135       | 3         | 10    | 0    | 4          | 0          | 149      | 3        |

### A válogatottban
| Válogatott | Év       | Pályára lépés | Gól |
| ---------- | -------- | ------------- | --- |
| Ausztrália | 2022     | 7             | 0   |
| Ausztrália | 2023     | 3             | 0   |
| Összesen   | Összesen | 10            | 0   |

## Sikerei, díjai
Central Coast Mariners
- Ausztrál Kupa
  - Döntős (1): 2021